# Амазонская ласка
Амазонская  ласка (лат. Neogale africana) — хищное млекопитающее семейства куньих. Обитает в Южной Америке, Бразилии, Колумбии, Эквадоре, Перу. Несмотря на видовое название africana, в Африке не обитает.
Традиционно амазонскую ласку классифицировали в роде Mustela, но в ревизии 2021 года этот и родственные ему виды были перенесены в род Neogale.

## Описание
Самый крупный из трех видов южноамериканских ласок, амазонские ласки имеют общую длину от 43 до 52 см (от 17 до 20 дюймов), включая хвост длиной от 16 до 21 см (от 6,3 до 8,3 дюйма). У них типичная для ласок форма тела с длинным, тонким туловищем и короткими ногами и ушами. У них короткий мех, который варьируется от красноватого до темно-коричневого на верхней части тела и бледно-оранжево-коричневый на нижней части. Полоса меха того же цвета, что и на верхней части тела, проходит по центру груди и горла. Усы короткие, а подушечки лап почти безволосые. У самок три пары сосков.

## История
Учёным очень мало известно об этом редко встречающемся хищнике. Впервые описанная в 1818 году французским зоологом Ансельмом Демаре, амазонская ласка была встречена и запечатлена (официально) за более чем 200 лет только 24 раза. Даже у охотников из местных индейских племён это животное считается редко встречающимся.
21 октября 2023 г. между 6:00 и 9:00 на кофейной плантации в Боливии местным работником были сняты 2 видео, на которых чётко запечалена одна особь амазонкой ласки. Это первый случай, когда данное животное попало на видео. Примечательно, что эта встреча означает расширение возможного ареала обитания ласки как в ширину: примерно в 100 км к северу от города Ла-Пас; так и в высоту: 1400 м над уровнем моря, при предыдущих данных в 1200 м и ниже.

## Распространение и среда обитания
Известно, что амазонские ласки обитают в бассейне Амазонки в северо-центральной части Бразилии, северной Боливии и восточной части Перу и Эквадора. Однако размер и границы их ареала неизвестены, и они, вероятно, также обитают в южной части Колумбии, Венесуэле и Гайане. Регион покрыт тропическими лесами, и, хотя подробные предпочтения в среде обитания неизвестны, ласка, в основном, встречается вблизи рек.
Различают 2 подвида:
- N. a. africana (северо-запад Бразилии)
- N. a. stolzmanni (северо-восток Бразилии, Перу, Эквадора)